# Мелітта Шенк фон Штауффенберг
Мелітта Клара Шенк, графиня фон Штауффенберг, уроджена Шіллер (нім. Melitta Klara Schenk Gräfin von Stauffenberg (Schiller)) (9 січня 1903, Кротошин, Пруссія — 8 квітня 1945, Штаубінг, Баварія) — німецький пілот, капітан люфтваффе. Невістка Александра фон Штауффенберга.

## Біографія
Мелітта Шіллер народилася 9 січня 1903 року в Кротошині (сьогодні — Польща). Дід Мелітти по матері був євреєм. У 1919 році покинула Кортошин, щоб навчатися в Гірсбергській гімназії. У школі вона виявила особливий інтерес до фізики та аеродинаміки. У 1922 році стає першою жінкою, що була прийнята на навчання з планеризму. Мелітта навчалася в технічній школі в Мюнхені, де вивчала математику, фізику та аерокосмічну інженерію.
У 1927 році стає інженером і починає працювати в Німецькому авіаційному інституті (DVL) у Берліні-Адлерсгофі. В 1937 році Мелітта отримала звання флюг-капітан (командир повітряного судна) та стала другою жінкою в Німеччині, після Ганни Райч, що отримала це звання. З початком Другої світової війни, Мелітта була негайно переведена з Німецького Червоного Хреста в Імперське міністерство авіації. Тут вона мала використовувати свої навички для вивчення та тестування бомбардувальників Junkers Ju 87 Stuka.
24 жовтня 1939 р. переведена на тестовий полігон Люфтваффе в Рехліні, де випробувала Junkers Ju 87 Stuka і Junkers Ju 88, здійснивши понад 1500 тестових польотів. 1 лютого 1942 року була відправлена до Технічної академії Люфтваффе у Берліні-Гатуві.
В липні 1944 року Мелітта була заарештована та засуджена за підозрою в причетності до замаху на Адольфа Гітлера, який скоїв її родич. Оскільки щодо неї не було жодних доказів, вона була звільнена і відновлена на роботі.
8 квітня 1945 року Мелітта була підбита американськими літаками під час тестового польоту на Bücker Bü 181 поблизу Штраскірхена. Через кілька годин вона померла від отриманих поранень.

## Нагороди
- Нагрудний знак пілота (28 жовтня 1937)
- Залізний хрест 2 класу (22 січня 1943)
- Комбінований Знак Пілот-Спостерігач в золоті з діамантами (березень 1943)
- Авіаційна планка бомбардувальника в золоті з діамантами

В 1944 році Мелітта була представлена до нагородження Залізним хрестом 1 класу, але нагороду так і не отримала.